# 哈巴羅夫斯克有軌電車

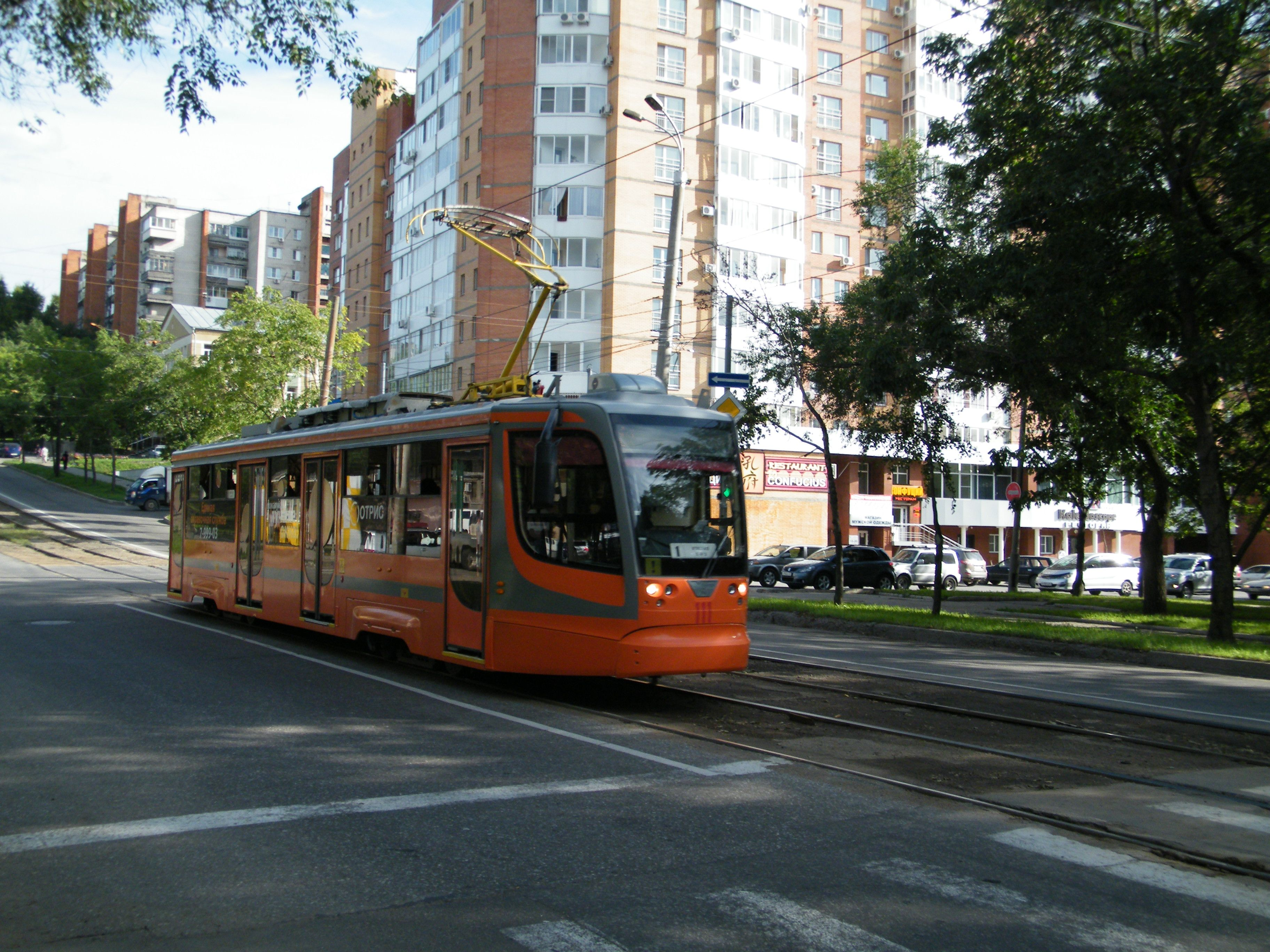
哈巴罗夫斯克有轨电车

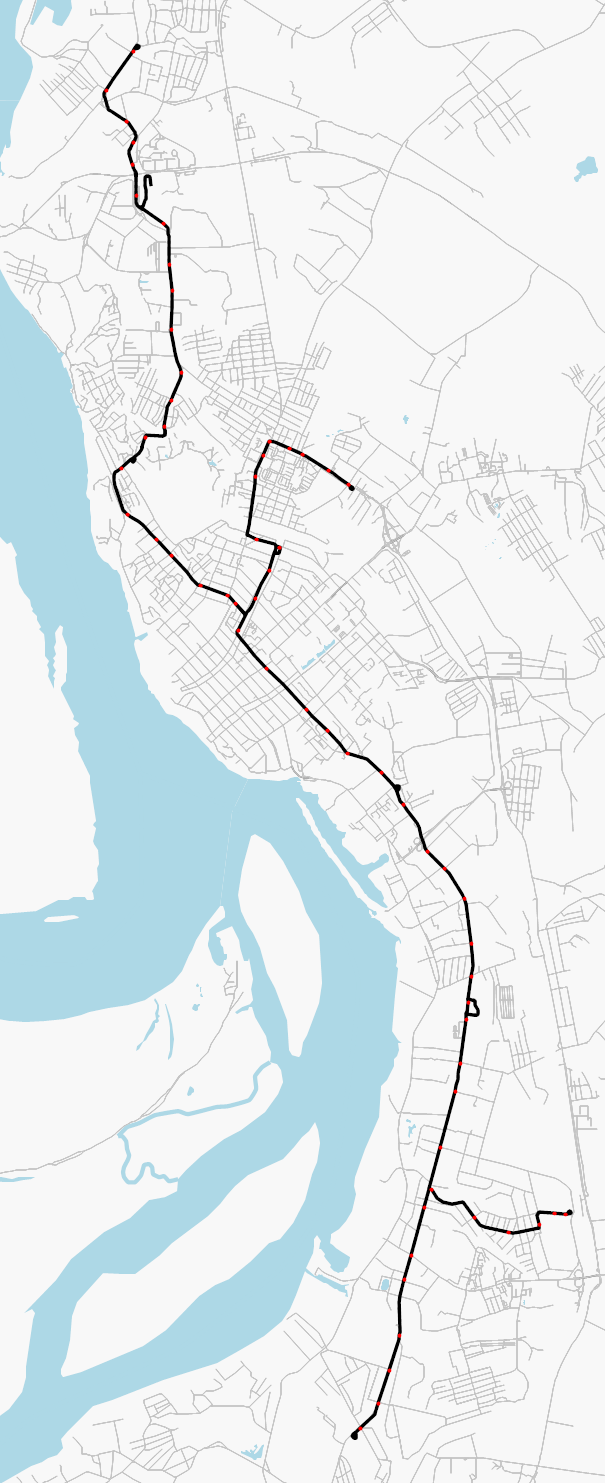
线路图

哈巴罗夫斯克有轨电车是俄罗斯哈巴罗夫斯克主要公共交通，於1956年開始運行。哈巴罗夫斯克有轨电车的全长33.5 km（20.8 mi）。

## 系统
2018年10月现在。
- 1号：化学・制药工场 - 火车站
- 2号：火车站 - 油毛毡工场
- 5号：基洛夫街 - 火车站
- 6号：第十九学校 - 拉佐路